# Blarinella wardi
Blarinella wardi là một loài động vật có vú trong họ Chuột chù, bộ Soricomorpha. Loài này được Thomas mô tả năm 1915.